# ГЕС Рана-Пратап-Сагар
ГЕС Рана-Пратап-Сагар – гідроелектростанція на заході Індії у штаті Раджастхан. Знаходячись між ГЕС Ганді-Сагар (вище по течії) та ГЕС Джавахар-Сагар, входить до складу каскаду річці Чамбал, яка дренує північний схил гір Віндх’я і плато Малава та на Індо-Ганзькій рівнині впадає праворуч у Джамну, котра в свою чергу є правим (та найбільшим) притоком Гангу. 
В межах проекту річку перекрили мурованою греблею висотою 54 метра та довжиною 1143 метри, яка потребувала 567 тис м3 матеріалу. Вона утримує водосховище з площею поверхні 198 км2 та об’ємом 2,9 млрд м3 (корисний об’єм 1,57 млрд м3), в якому припустиме коливання рівня поверхні в операційному режимі між позначками 344 та 353 метри НРМ.
Пригреблевий машинний зал обладнали чотирма турбінами типу Френсіс потужністю по 43 МВт, які працюють при напорі від 42 до 57 метрів та забезпечують виробництво 1250 млн кВт-год електроенергії на рік.